# Ste. Marie (Illinois)
Ste. Marie – wieś w Stanach Zjednoczonych, w stanie Illinois, w hrabstwie Jasper.